# 관상용 물고기

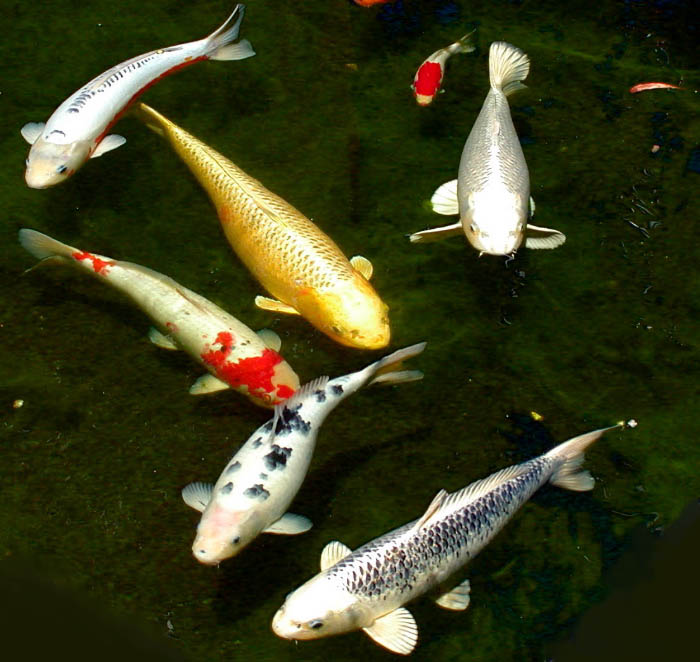
잉어

관상용 물고기(觀賞用---) 또는 관상어(觀賞魚)는 수족관이나 정원에 마련한 연못 등으로 반려동물로 사육되는 어류의 총칭이다.
열대어는 관상어의 대명사이며 관상어하면 열대어를 떠올리는 사람이 많은 편이다. 그렇지만 민물고기나 금붕어같은 열대어가 아닌 담수어를 키우고 사육하는 사람들도 많고 고유의 시장도 형성돼 있으므로 열대어가 곧 관상어라는 것은 올바르지 않다.